# Pange lingua
Pange lingua (lateinisch für „Besinge, Zunge!“) sind die Anfangsworte und zugleich der Titel des berühmtesten eucharistischen Hymnus, der dem Kirchenlehrer Thomas von Aquin (1225–1274) zugeschrieben wird. Sie gehen auf den gleichnamigen Kreuzhymnus Pange lingua des Venantius Fortunatus zurück und finden sich in zahlreichen weiteren mittelalterlichen Gedichten zitiert.
Thomas von Aquin schrieb anlässlich der Einführung des Hochfestes Fronleichnam 1264 mehrere eucharistische Hymnen für die Liturgie dieses Tages, so neben Pange lingua auch Lauda Sion, das beim Fronleichnamsfest als Sequenz gesungen wird, Adoro te devote und O salutaris hostia.
Das Pange lingua des Thomas von Aquin wird vor allem zur Feier des Fronleichnamsfestes und am Gründonnerstag gesungen. Seine Schluss-Strophen Tantum ergo und Genitori werden auch sonst beim sakramentalen Segen gesungen, zur Aussetzung des Allerheiligsten.
Auch evangelische Komponisten wie Dieterich Buxtehude haben den Text als musica sub communione (Musik zur Austeilung des Abendmahls) vertont (BuxWV 91).
Aufbauend auf das Kyrie der Missa Pange lingua von Josquin Desprez wurde das eine Quinte nach unten transponierte Do-Re-Fa-Mi-Re-Do-Thema der dritten Zeile des Hymnus (Sol-La-Do-Si-La-Sol) zu einem der meistverarbeiteten der Musikgeschichte. Simon Lohet, Michelangelo Rossi, François Roberday, Johann Caspar Ferdinand Fischer, Johann Jakob Froberger, Johann Caspar von Kerll, Johann Sebastian Bach, Johann Joseph Fux komponierten Fugen darüber, und durch Fux’ ausführliche Ausarbeitungen zu dem Thema im Gradus ad Parnassum wurde es zum Lehrbeispiel für angehende Komponisten, unter ihnen auch Wolfgang Amadeus Mozart, dessen Jupiter-Thema aus den ersten vier Noten besteht.
In der Orgelliteratur des 20. Jahrhunderts schuf Johann Nepomuk David ein Pange lingua (1928). Zoltán Kodály schrieb 1929 ein Pange Lingua für gemischten Chor und Orgel.

## Text und Übertragungen
Der lateinische Text des Pange lingua von Thomas von Aquin findet sich z. B. im Gotteslob (1975) unter Nr. 544 (im Gotteslob 2013: Nr. 494). Im Folgenden wird er von der Übertragung von Heinrich Bone (1847), wie sie im Gesangbuch Gottesdienst steht, begleitet. Das Gotteslob (1975) enthielt ebenfalls eine komplette Übertragung, und zwar von Maria Luise Thurmair. Zusätzlich ist dort eine weitere Übertragung von Friedrich Dörr angegeben, allerdings nur für die meistgesungenen Strophen, nämlich die fünfte und sechste, die unter dem Namen Tantum ergo bekannt sind. Diese ist im Gotteslob (2013) unter Nr. 495 enthalten, dazu eine Neuübertragung des gesamten Hymnus von Liborius Olaf Lumma (Nr. 493). Alle Übertragungen weichen weiter vom Urtext ab als die von Heinrich Bone (sie können hier aus urheberrechtlichen Gründen nicht wiedergegeben werden), und es handelt sich um Kontrafakturen.
Thomas von Aquin 1263/64

Pange, lingua, gloriosi

corporis mysterium,

sanguinisque pretiosi,

quem in mundi pretium

fructus ventris generosi

rex effudit gentium.

Nobis datus, nobis natus

ex intacta Virgine,

et in mundo conversatus,

sparso verbi semine,

sui moras incolatus

miro clausit ordine.

In supremae nocte coenae

recumbens cum fratribus

observata lege plene

cibis in legalibus,

cibum turbae duodenae

se dat suis manibus.

Verbum caro, panem verum

verbo carnem efficit:

fitque sanguis Christi merum,

et si sensus deficit,

ad firmandum cor sincerum

sola fides sufficit.

Tantum ergo sacramentum

veneremur cernui:

et antiquum documentum

novo cedat ritui:

praestet fides supplementum

sensuum defectui.

Genitori, Genitoque

laus et jubilatio,

salus, honor, virtus quoque

sit et benedictio:

procedenti ab utroque

compar sit laudatio.

Amen.
Übersetzung

Preise, Zunge, das Geheimnis

des verherrlichten Leibes

und des kostbaren Blutes,

das als Kaufpreis für die Welt

die Frucht des edlen Mutterleibes,

der König der Völker, vergoss.

Uns geschenkt, uns geboren

aus der unversehrten Jungfrau

und wandelnd in der Welt,

hat er die Saat des Wortes ausgestreut

und schloss die Zeit seines Aufenthalts

mit einer wunderbaren Anordnung.

In der Nacht des letzten Mahls

mit den Brüdern bei Tisch liegend,

befolgt er das Gesetz ganz

mit den vorgeschriebenen Speisen;

dann gibt er der Schar der Zwölf

mit eigenen Händen sich selbst zur Speise.

Das fleischgewordene Wort macht wirkliches Brot

durch sein Wort zu Fleisch;

und der Wein wird das Blut Christi.

Wenn auch der Wahrnehmungssinn versagt,

zur Vergewisserung eines aufrichtigen Herzens

genügt allein der Glaube.

Lasst uns also ein so großes Sakrament

tief gebeugt verehren,

und der alte Bund

weiche dem neuen Brauch;

der Glaube gebe Ersatz

für das Versagen der Sinne.

Dem Zeuger und dem Gezeugten

sei Lob und Jubel,

Heil, Ehre, Macht

und Preis;

und dem, der aus Beiden hervorgeht,

sei gleiches Lob.

Amen.
Heinrich Bone 1847

Preise, Zunge, das Geheimnis

dieses Leibs voll Herrlichkeit

und des unschätzbaren Blutes,

das, zum Heil der Welt geweiht,

Jesus Christus hat vergossen,

Herr der Völker aller Zeit.

Uns gegeben, uns geboren

von der Jungfrau, keusch und rein,

ist auf Erden er gewandelt,

Saat der Wahrheit auszustreun,

und am Ende seines Lebens

setzt er dies Geheimnis ein.

In der Nacht beim letzten Mahle

saß er in der Jüngerschar.

Als nach Vorschrift des Gesetzes

nun das Lamm genossen war,

gab mit eigner Hand den Seinen

er sich selbst zur Speise dar.

Und das Wort, das Fleisch geworden,

schafft durch Wort aus Brot und Wein

Fleisch und Blut zur Opferspeise,

sieht es auch der Sinn nicht ein.

Es genügt dem reinen Herzen,

was ihm sagt der Glaub allein.

Darum lasst uns tief verehren

ein so großes Sakrament;

dieser Bund soll ewig währen,

und der alte hat ein End.

Unser Glaube soll uns lehren,

was das Auge nicht erkennt.

Gott, dem Vater und dem Sohne

sei Lob, Preis und Herrlichkeit

mit dem Geist im höchsten Throne,

eine Macht und Wesenheit!

Singt in lautem Jubeltone:

Ehre der Dreieinigkeit!

Amen.

## Versmaß
Thomas von Aquin übernahm Vers- und Strophenaufbau des Pange lingua des Venantius Fortunatus, allerdings verwendete er, wie zu seiner Zeit bereits üblich, anstatt des quantitierenden trochäischen Versmaßes der Antike einen akzentuierenden Trochäus mit Reimversen, wie man am Beispiel der ersten Strophe sieht:
Pánge língua gloriósi

córporis mystérium

sanguinísque pretiósi,

quem in múndi prétium

frúctus véntris generósi

rex effúdit géntium.
Die beigefügten Akzente zeigen, dass sie alle auf den trochäisch und musikalisch betonten ungeradzahligen Silben liegen, während es an mehreren Stellen vom quantitierenden trochäischen Versmaß der Antike abweicht, das erste Mal bei pretiosi, dessen erste Silbe pre nicht lang ist. Dagegen weist das Pange lingua des Venantius Fortunatus an zwei Stellen vom akzentuierenden trochäischen Versmaß ab. Die erste Strophe lautet hier:
Pange, lingua, gloriosi proelium certaminis

Et super crucis tropaeo dic triumphum nobilem,

Qualiter redemptor orbis immolatus vicerit.
Die Wörter súper und crúcis werden nicht, wie die trochäische Akzentmetrik fordern würde (der Vers beginnt mit et super crucis), auf der jeweils zweiten Silbe betont.

## Hörproben
- Der lateinische Text des Pange lingua, gesungen zu seiner überlieferten gregorianischen Melodie.ⓘ/?
- Eine von mehreren Fassungen des Pange lingua, die der katholische Kirchenarchitekt Dominikus Böhm komponiert hat.